# Agrilus mendicus
Agrilus mendicus é uma espécie de inseto do género Agrilus, família Buprestidae, ordem Coleoptera.
Foi descrita cientificamente por Fåhraeus in Boheman, 1851.